# Rhinogobius vermiculatus
Rhinogobius vermiculatus is een straalvinnige vissensoort uit de familie van grondels (Gobiidae). De wetenschappelijke naam van de soort is voor het eerst geldig gepubliceerd in 2003 door Chen & Kottelat.